# 岩下悠子
岩下 悠子 (いわした ゆうこ、1974年 - ）は、日本の小説家・脚本家。
元東映の芸術職。1997年に第23回城戸賞を「砂の蝶」で受賞。

## 作品リスト

### 著書

#### 単行本
- 水底は京の朝　2017年　新潮社
  - 熄えた祭り　「小説新潮」2012年9月号
  - 鬼面と厄神　「小説新潮」2013年2月号（「水底の鬼」を改題）
  - 黒髪盗人　「小説新潮」2014年4月号
  - 水に棲む　「小説新潮」2015年2月号
  - スカーヴァティー　書き下ろし

- 漣の王国　2019年　東京創元社
  - スラマナの千の蓮　「ミステリーズ！vol.85」2017年10月
  - ヴェロニカの千の峰　「ミステリーズ！vol.87」2018年2月
  - ジブリルの千の夏　「ミステリーズ！vol.89」2018年6月
  - きみは億兆の泡沫　書き下ろし

#### 単行本未収録作品
- 香炉と眼球　「小説新潮」2021年2月号

### 連続テレビドラマ

#### 相棒
- 相棒 Season 3（2004-2005年、テレビ朝日・東映)
  - 第13話「薔薇と口紅〜名門殺人学園の美女」
- 相棒 Season 4（2005-2006年、テレビ朝日・東映)
  - 第14話「アゲハ蝶」
- 相棒 Season 5（2006-2007年、テレビ朝日・東映)
  - 第3話「犯人はスズキ」
  - 第8話「赤いリボンと刑事」
  - 第12話「狼の行方」脚本協力 (脚本執筆：吉本聡子)
  - 第14話「貢ぐ女」
  - 第19話「殺人シネマ」
- 相棒 Season 6（2007-2008年、テレビ朝日・東映)
  - 第7話「空中の楼閣」
  - 第8話「正義の翼」
  - 第13話「マリリンを探せ」
  - 第18話「白い声」
- 相棒 Season 7（2008年-2009年、テレビ朝日・東映)
  - 第4話「隣室の女」
- 相棒 Season 20（2021年-2022年、テレビ朝日・東映）
  - 第14話「ディアボロス」
  - 第17話「米沢守再びの事件」
- 相棒 Season 21（2022年-2023年、テレビ朝日・東映）
  - 第5話「眠る爆弾」
  - 第13話「椿二輪」
  - 第15話「薔薇と髭と菫たち」
- 相棒 Season 22（2023年-2024年、テレビ朝日・東映）
  - 第3話「スズメバチ」
  - 第5話「冷血」
  - 第14話「亀裂」
- 相棒 Season 23（2024年-、テレビ朝日・東映）
  - 第5話「幽霊ホテル」
  - 第6話「薔薇と髭の夜明け」
  - 第14話「中園照生の受難」

#### 京都地検の女
- 京都地検の女(2)（2005年、テレビ朝日・東映）
  - 第7話
- 京都地検の女(3)（2006年、テレビ朝日・東映）
  - 第3話
- 京都地検の女(4)（2007年、テレビ朝日・東映）
  - 第6話
- 京都地検の女(5)（2009年、テレビ朝日・東映）
  - 第3話
- 京都地検の女(6)（2010年、テレビ朝日・東映）
  - 最終話
- 京都地検の女(7)（2011年、テレビ朝日・東映）
  - 第1話、最終話
- 京都地検の女(8)（2012年、テレビ朝日・東映）
  - 第3話
- 京都地検の女(9)（2013年、テレビ朝日・東映）
  - 第4話

#### おみやさん
- おみやさん(4)（2005年、テレビ朝日・東映）
  - File No.8
- おみやさん(5)（2006年、テレビ朝日・東映）
  - File No.5
- おみやさん(6)（2008-2009年、テレビ朝日・東映）
  - 第4話、第10話、第14話
- おみやさん(7)（2010年、テレビ朝日・東映）
  - File.4,7,Last File
- おみやさん(8)（2011年、テレビ朝日・東映）
  - 第4話、第8話
- 新・おみやさん(9)（2012年、テレビ朝日・東映）
  - 第2回、第3回、第7回

#### 科捜研の女
- 新・科捜研の女(3)（2006年、テレビ朝日・東映）
  - file.4「悪女の初恋！多すぎる殺人容疑者!!」
  - file.7「人質になったマリコ 京都〜淡路島、高速バス爆破予告！」
- 新・科捜研の女(4)（2008年、テレビ朝日・東映）
  - File.4「脳指紋は語る！7年前に見た殺人現場!!」
- 科捜研の女(9)（2009年、テレビ朝日・東映）
  - CASE VIII「もう一人の容疑者！呪われた映画の秘密」
- 科捜研の女(10)（2010年、テレビ朝日・東映）
  - CASE.IX「生物学者vsマリコ！幻の花に潜む殺意!!」
- 科捜研の女(13)（2013-2014年、テレビ朝日・東映）
  - File 8「身勝手な証言者！放火犯を擁護する男の罠：25年目の真実！壊れた石地蔵の謎」
- 科捜研の女(14)（2014年、テレビ朝日・東映）
  - File 7「失われた一週間」
- 科捜研の女(15)（2015-2016年、テレビ朝日・東映）
  - File 2「見えすぎた女」
  - File 10「悪の枝」
- 科捜研の女(16)（2016-2017年、テレビ朝日・東映）
  - File.10「偽りの鏡」
  - File.14「空海の密室!?」
- 科捜研の女(17)（2017-2018年、テレビ朝日・東映）
  - File.3「折り鶴が見た殺人」
  - File.13「一番大きなバラ」
  - File.15「見当たり捜査の鬼」
- 科捜研の女(18)（2018年、テレビ朝日・東映）
  - File.6「渡り蝶の秘密」
- 科捜研の女(19)（2019-2020年、テレビ朝日・東映）
  - File.5「半世紀前から来た客」
  - File.12「赤い宝石」
  - File.22「ミステリーの達人」
  - File.31「ピンク色の鑑定」
- 科捜研の女(20)（2020年、テレビ朝日・東映）
  - File.8「プリンセスの扉」
- 科捜研の女(21)（2020-2021年、テレビ朝日・東映）
  - File.6「マリコvs鑑定王子」

#### その男、副署長
- その男、副署長〜京都河原町署事件ファイル〜 season1（2007年、テレビ朝日・東映）
  - File.2,6
- その男、副署長〜京都河原町署事件ファイル〜 season2（2008年、テレビ朝日・東映）
  - File.3,7,9
- その男、副署長 season3（2009年、テレビ朝日・東映）
  - File.3,8

#### その他
- 警視庁捜査ファイル さくら署の女たち（2007年、テレビ朝日・東映）
  - 第3話「空飛ぶ殺人指紋!? 娘に捧ぐ夫婦の復讐愛」
- 臨場 第一章 （2009年、テレビ朝日・東映）
  - 第4話「眼前の密室」
- メイド刑事（2009年、テレビ朝日・東映）
  - Mission 7「監禁された美少女メイドたちを救え!」
- 853〜刑事・加茂伸之介（2010年、テレビ朝日・東映）
  - No.3,6,7
- フェイク　京都美術事件絵巻（2011年、NHK・東映）
  - 第1回、第2回、最終回
- ホンボシ〜心理特捜事件簿〜（2011年、テレビ朝日・東映）
  - 最終話（前篇のみ）
- 鈴木先生（2011年、テレビ東京・アスミック・エース・「鈴木先生」製作委員会）
  - LESSON 3,6,7,8
- 捜査地図の女（2012年、テレビ朝日・東映）
  - 第1話、第3話、最終話（真部千晶と共著）
- 鴨、京都へ行く。-老舗旅館の女将日記-（2013年、フジテレビ・東映）
  - 第5話、第6話、第10話
- 刑事のまなざし（2013年、TBS・ドリマックス）
  - 第1話、第3話、第7話、第10話、第11話（最終話）
- 東京スカーレット〜警視庁NS係（2014年、TBS・東映）
  - 第1話、第2話、第5話、第8話、最終話

### 単発テレビドラマ
- 土曜ワイド劇場
  - 再捜査刑事・片岡悠介『時効まであと10日！　東京〜山形天童、2つの迷宮入り事件を結ぶ15年前の殺人免許証』(2010年3月13日、テレビ朝日・レオナ企画)
  - 西村京太郎トラベルミステリー『伊豆の海に消えた女』(2010年10月2日、テレビ朝日・東映)
- 断絶（2009年、テレビ朝日・東映）
- おみやさんスペシャル（2016年、テレビ朝日・東映）
  - おみやさんスペシャル2（2016年、テレビ朝日・東映）
- ドラマスペシャル 死命〜刑事のタイムリミット〜（2019年5月19日、テレビ朝日・東映）
- 月曜プレミア8 浅見光彦シリーズ (テレビ東京のテレビドラマ)
  - 「内田康夫サスペンス 浅見光彦 軽井沢殺人事件」（2022年2月28日、テレビ東京）
  - 「内田康夫サスペンス 浅見光彦 源氏物語殺人事件」（2022年12月12日、テレビ東京）

### 映画
- ＴＡＮＮＫＡ　短歌(2006年、東映、監督の阿木燿子氏と共著)[5]
- 3月のライオン（2017年、東宝・アスミック・エース、監督の大友啓史・渡部亮平と共著）